# David Motadel
David Motadel (* 26. Dezember 1981 in Detmold) ist ein deutscher Historiker und Publizist. Er ist assoziierter Professor für internationale Geschichte an der London School of Economics and Political Science.

## Leben
Motadel wuchs in Detmold auf und studierte an den Universitäten Freiburg, Basel und Cambridge Geschichte. Während seines Studiums war er Stipendiat der Studienstiftung des deutschen Volkes. Er promovierte 2010 bei Richard J. Evans an der Universität von Cambridge, an der er ein Gates-Stipendiat war. Anschließend wurde er Research Fellow für Geschichtswissenschaft am Gonville and Caius College der Universität Cambridge (2010–2015) und Chancellor’s Fellow für Geschichte an der Universität von Edinburgh (2015–2016). Als Gastwissenschaftler hatte er Positionen in Harvard (2007/08), Yale (2009/10) und Oxford (2012/13) inne.
Motadel publiziert regelmäßig in der New York Times, The Guardian, The Times Literary Supplement, The London Review of Books, Der Spiegel, Süddeutsche Zeitung, Frankfurter Allgemeine Zeitung, Neue Zürcher Zeitung und Zeit Online.

## Werk
Motadel forscht vor allem zur Geschichte Europas und dessen Beziehungen zur außereuropäischen Welt. Sein Buch zur Geschichte von Muslimen unter deutscher Herrschaft im Zweiten Weltkrieg und zur Islampolitik des NS-Regimes ist international hoch gelobt worden.
Armin Fuhrer zufolge hätte Motadel etwas gemacht, „was bislang noch kein Historiker vor ihm getan hat: Motadel hat ein Buch geschrieben, das das Verhältnis des Nationalsozialismus und des Islams umfassend beleuchtet“.

## Auszeichnungen
- Philip Leverhulme Prize, 2017
- Fraenkel Prize, 2014
- Walter Laqueur Prize, 2014
- Prince Consort Prize and Seeley Medal of the University of Cambridge, 2011
- Doctoral Dissertation Prize of the British International History Group, 2011
- Doctoral Dissertation Prize of the German Historical Institute London, 2011
- Essay Prize of the German History Society and the Royal Historical Society, 2007[2]

## Mitgliedschaften
- Fellow der Royal Historical Society

## Veröffentlichungen (Auswahl)

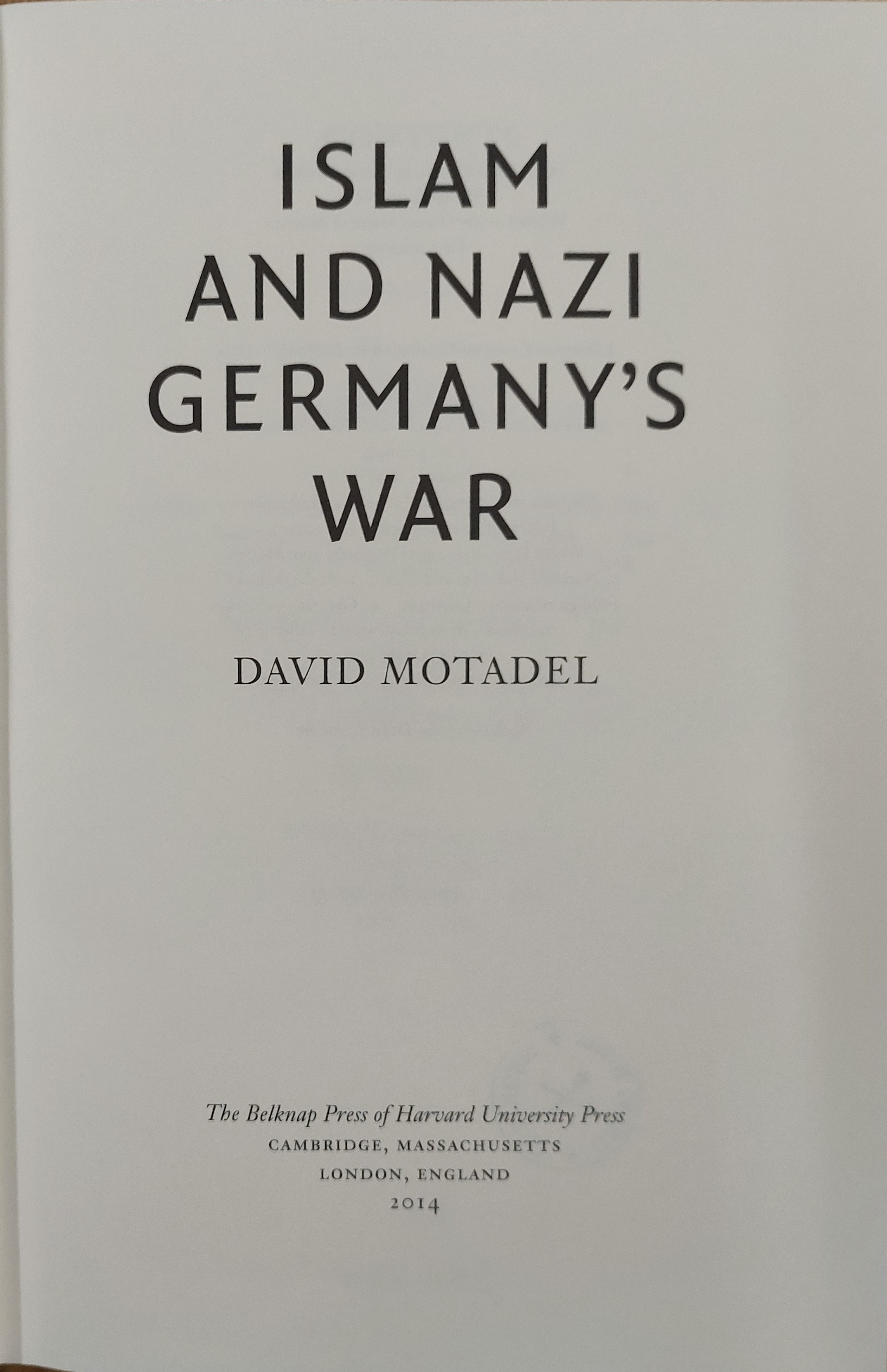
Islam and Nazi Germany’s War (2014)

- Islam and the European Empires. Oxford University Press, 2014, ISBN 978-0-19-966831-1.
- Islam and Nazi Germany’s War. Harvard University Press, Cambridge (MA) 2014, 2. Auflage ISBN 0-674-97976-1.
  - Für Prophet und Führer: Die Islamische Welt und das Dritte Reich. Übersetzung Susanne Held, Cathrine Hornung. Klett-Cotta, Stuttgart 2017, ISBN 978-3-608-98105-6. Bundeszentrale für politische Bildung, Bonn 2018, ISBN 978-3-7425-0220-9.
- Adler auf der „Hitlerhöhe“: Die Entstehung der Adlerwarte Berlebeck zur Zeit des Nationalsozialismus. Panorama, Detmold 2008, ISBN 978-3-928806-88-6.